# Cal Ripken, Jr.
Cal Edwin Ripken Jr. (Havre de Grace, 24 agosto 1960) è un ex giocatore di baseball statunitense.
Giocò nel ruolo di interbase e terza base per tutta la carriera con gli Orioles. Detentore del record per partite giocate consecutivamente nella Major League Baseball con 2.632, è stato introdotto nella National Baseball Hall of Fame nel 2007, al suo primo anno di eleggibilità.

## Carriera

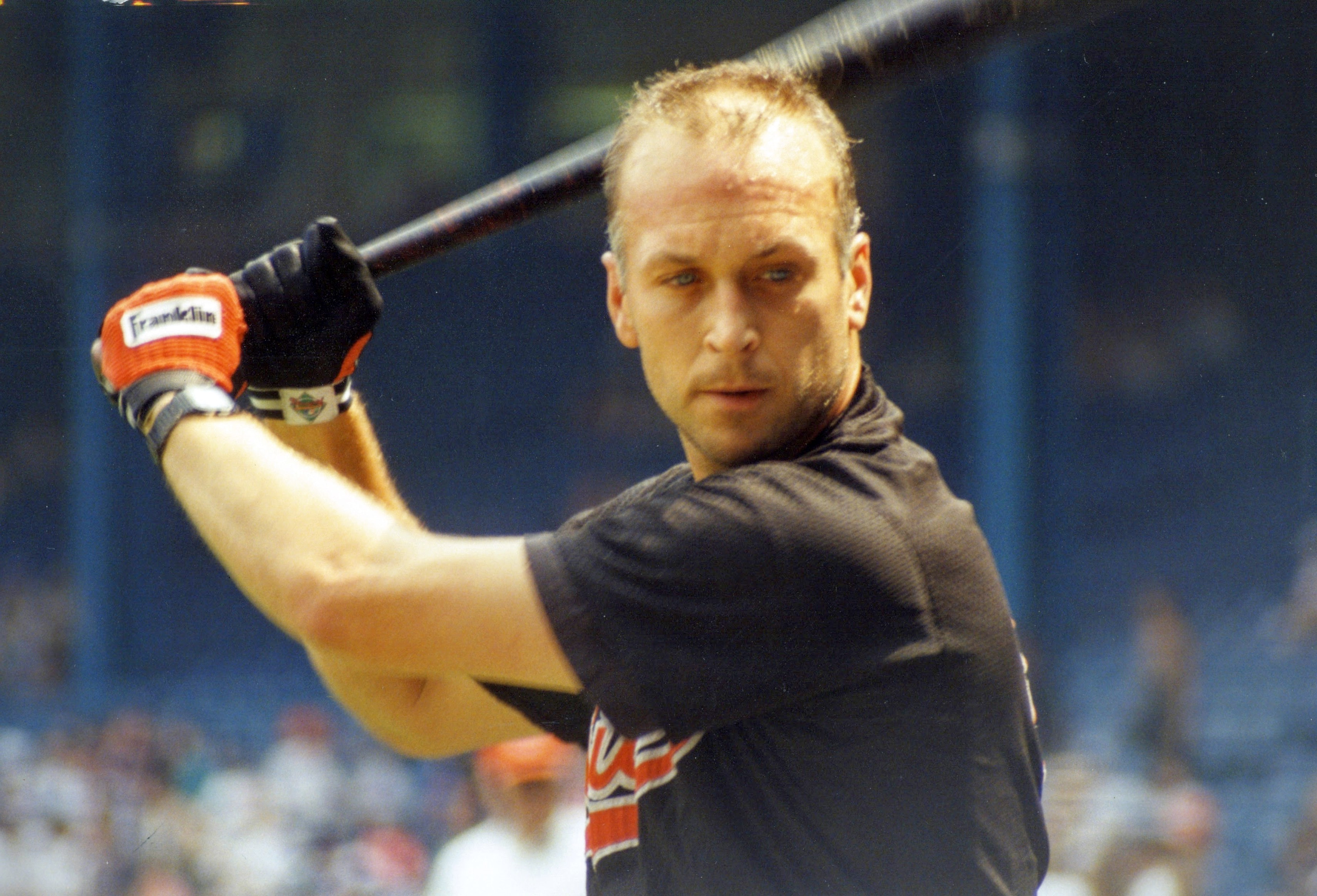
Ripken Jr. nel 1993

Soprannominato Iron Man, Ripken il 6 settembre 1995 stabilì il record di partite consecutive giocate (2.131), battendo il primato precedente che resisteva da cinquantasei anni ed era detenuto da Lou Gehrig, soprannominato a sua volta The Iron Horse. La sua striscia si fermò successivamente il 19 settembre 1998 a 2632, ancora oggi record imbattuto. Figlio dell'ex allenatore degli stessi Orioles Cal Ripken Sr., fu uno dei giocatori offensivi più produttivi di tutti i tempi, terminando la carriera con 3.184 valide, 431 fuoricampo e 1.695 punti battuti a casa. Fu convocato per 19 All-Star Game e premiato per due volte come MVP dell'American League.
Ripken raggiunse le major league nel 1981 come terza base ma l'anno successivo venne spostato nel ruolo di interbase, con cui avrebbe passato il resto della carriera a Baltimora. A fine stagione fu premiato come rookie dell'anno dell'American League. Nel 1983 vinse le World Series e il primo titolo di MVP della lega. Una delle sue migliori stagioni fu quella del 1991, in cui fu nominato All-Star, vinse l'Home Run Derby, fu premiato come MVP dell'All-Star Game e per la seconda volta come MVP della AL, oltre a vincere il suo primo Guanto d'oro. Nel 1999 fu inserito nella formazione del secolo della MLB e nello stesso anno Sporting News lo inserì al 78º posto nella classifica dei migliori cento giocatori di tutti i tempi. La sua ultima stagione fu quella del 2001, in cui venne votato ancora come MVP dell'All-Star Game.

## Palmarès

### Club
- World Series: 1

Baltimore Orioles: 1983

### Individuale
- MVP dell'American League: 2

1983, 1991
- MLB All-Star: 19

1983–2001
- MVP dell'All-Star Game: 2

1991, 2001
- Rookie dell'anno dell'American League - 1982
- Guanti d'oro: 2

1991, 1992
- Silver Slugger Award: 8

1983–1986, 1989, 1991, 1993, 1994
- Vincitore dell'Home Run Derby: 1

1991
- Atleta maschile dell'anno dell'Associated Press: 1

1995
- Formazione del secolo della MLB
- Numero 8 ritirato dai Baltimore Orioles
- Club delle 3.000 valide